# Van Biesbroecks stjärna
För andra betydelser, se Van Biesbroeck.
Van Biesbroecks stjärna, eller VB 10, är en liten och väldigt ljussvag röd dvärg i stjärnbilden Örnen,  som ingår i en dubbelstjärna. Trots att den befinner sig nära solsystemet är den endast av magnitud 17, vilket gör den omöjlig att iaktta i ett amatörteleskop, där den förlorar sig i glansen av primärkomponenten, Gliese 752.
Stjärnan är en flarestjärna av UV Ceti-typ med variabeldesignationen V1298 Aquilae. Den varierar i ljusstyrka 17,28-17,48 och har rikligt med utbrott. Den studerades med Hubbleteleskopet i mitten av 1990-talet. Fastän dess yttemperatur normalt är så låg som 2 600 K kan den vid utbrotten få temperaturer på upp till 100 000 K.
Dess massa har bestämts till 0,08 solmassor, vilket gör att den ligger vid den nedre gränsen för kärnfusion och att fortfarande vara en stjärna och inte en brun dvärg.Vid upptäckten blev den stjärnan med den lägsta kända massan. Den tidigare rekordhållaren var Wolf 359 med 0,09 solmassor.

## Historik
VB 10 upptäcktes 1944 av den belgisk-amerikanske astronomen George van Biesbroeck med Otto Struve-teleskopet vid McDonaldobservatoriet i Texas, USA. Han upptäckte stjärnan när han avsökte omgivningarna av den röda dvärgen Gliese 752 (Wolf 1055) efter följeslagare. Wolf 1055 hade katalogiserats 25 år tidigare av den tyske astronomen Max Wolf med liknande astrofotografisk teknik.
Stjärnan fick designationen VB 10 i Van Biesbroecks stjärnkatalog (1961). Senare började andra astronomer kalla den Van Biesbroecks stjärna efter dess upptäckare. Eftersom den är så ljussvag och också så nära systemets primärkomponent hade den missats vid tidigare undersökningar, trots att dess stora parallax och egenrörelse borde ha uppmärksammats på fotografiska plåtar som tagits över området.

## Upptäckten av en exoplanet
2009 tillkännagavs upptäckten av exoplaneten VB 10b via astrometrimetoden. Planeten ska ha en massa om 7 jupitermassor och gå i bana runt den röda dvärgen. Om exoplanetens existens kan bekräftas skulle det bli den första som faktiskt upptäckts med astrometrimetoden. Senare mätningar med radialhastighetsmetoden har emellertid uteslutit existens av denna planet